# Adessief
De adessief (van het Latijnse ad-esse, aanwezig zijn) is in de Fins-Oegrische talen een naamval waarvan de betekenis in veel opzichten vergelijkbaar is met die van de locativus. In het Fins heeft deze naamval tevens de functie van instrumentalis. 
In het Fins zijn de suffixen van de adessief - naargelang de klinkerharmonie - -lla of -llä: pöytä (tafel), pöydällä (op de tafel). Daarnaast kan de adessief ook "eromheen" betekenen of een tijdsaspect uitdrukken: aamulla,'s morgens, koululla,"op school, op de omringende speelplaats", koulussa, "op school, binnen het gebouw zelf".
In het Estisch wordt bij het vormen van de adessief de uitgang -l toegevoegd aan de genitiefvorm van een woord, bijvoorbeeld laud (tafel) - laual (op de tafel). Naast ruimtelijke relaties worden er ook bezitsrelaties mee uitgedrukt: mehel on auto - "de man heeft een auto".
De adessief wordt in het Nederlands meestal vertaald als een bijwoordelijke bepaling, die begint met bijvoorbeeld "in de nabijheid van" "op", "naast", "van" of soms "zonder".

## Verwante begrippen
De ablatief, allatief, elatief, illatief en inessief zijn andere vormen van de Fins-Oegrische locatief. De adessief staat qua betekenis in tegenstelling tot de inessief.